# Halle Bailey
Pour les articles homonymes, voir Bailey.
Halle Bailey, parfois simplement appelée Halle, est une actrice, chanteuse et compositrice américaine, née le 27 mars 2000 à Atlanta (Géorgie). Elle a d'abord été connue pour avoir formé le duo Chloe x Halle avec sa sœur aînée Chloe Bailey, remportant ensemble cinq nominations aux Grammy Awards depuis 2018. Elles ont sorti les albums The Kids Are Alright (2018) et Ungodly Hour (2020).
En tant qu'actrice, Halle Bailey a joué un rôle secondaire dans la sitcom télévisée Grown-ish (2018-2022). En 2023, elle a tenu son premier rôle principal, celui d'Ariel, dans le film musical et fantastique de Disney, La Petite Sirène.

## Biographie

### Naissance et jeunesse
Halle Lynn Bailey naît le 27 mars 2000 à Atlanta, en Géorgie. Elle est la fille de Courtney Singleton et Douglas Bailey,. Elle a deux sœurs ainées, Ski (née en 1991) et Chloe (née en 1998) et un frère cadet Branson (né en 2005),,. Elle a un cousin qui est animateur radio et qui s'appelle Lenard Larry McKelvey connu sous le nom de Charlamagne.
Ensuite, à la mi-2012, la famille s'installe à Los Angeles,,.
Enfant, Chloe et Halle ont commencé à écrire leurs propres chansons et à apprendre à jouer des instruments de musique en regardant des tutoriels sur YouTube. C'est leur père et co-manager, Doug Bailey, qui leur a « appris à tout faire par elles-mêmes », et leur a appris à écrire des chansons dès l'âge de 8 et 10 ans.

### Carrière

#### 2006-2016: Premiers travaux et contrat d'enregistrement

##### Duo musical avec sa sœur
Avec sa sœur aînée Chloe, elle écrit et compose de la musique, conseillées et encouragées par leur père.
Toujours avec sa sœur aînée Chloe, elle lance une chaîne YouTube alors qu’elles ne sont âgées que de 11 et 13 ans. Elles y publient notamment des reprises de différentes chansons, dont Best Thing I Never Had de Beyoncé. Une notoriété commence à se construire pour ce duo, baptisé Chloe x Halle. La première vidéo du duo de sœurs à devenir « virale » était une reprise d'un autre titre de Beyoncé, « Pretty Hurts ». Elles se sont d'abord faites connaitre sous le nom de Chloe x Halle, proposant des reprises de chansons pop sur leur chaîne. L'interprétation de Best Thing I Never Had et son succès sont tels qu'ils attirent l'attention de leur idole Beyoncé. Celle-ci les fait signer sur son label, Parkwood Entertainment, consacrant un passage dans le monde musical professionnel,. Le duo Chloe x Halle procède à plusieurs enregistrements.
En avril 2012, le duo a fait ses débuts dans un talk-show en participant à l'émission The Ellen Show.
En 2013, les sœurs Bailey ont remporté la saison 5 de l'émission The Next Big Thing (en) de Radio Disney et ont fait une apparition dans la série Disney Austin & Ally en interprétant la chanson « Unstoppable (en) » au mois de septembre suivant.

##### Premiers pas en tant qu'actrice
Halle a commencé une carrière d'actrice à l'âge de 3 ans, puis a eu un rôle dans le téléfilm de Disney Let It Shine (2012).
Halle Bailey a également la possibilité de poursuivre un parcours d'actrice, et a eu notamment l'opportunité d'interpréter le rôle de Sky Forster dans la série télévisée Grown-ish.
Pendant qu'elle était en Géorgie, Bailey a joué des petits rôles  dans des films tels que Joyful Noise (2012).
Elle est ensuite choisie par Disney pour incarner à l'écran le personnage d'Ariel dans le prochain film de cette firme, La Petite Sirène, remake filmé en live action,, dont la sortie est annoncée pour mai 2023,. Le choix par Disney, une firme critiquée par le passé pour le manque de diversité de ses personnages,, d'une actrice de la communauté afro-américaine comme principale héroïne d'un de ses prochains films dont l'histoire est centrée autour d'un personnage nordique, provoque à la fois des commentaires hostiles et racistes, et des commentaires de soutien,,.

#### 2016 à aujourd'hui: Chloe x Halle
Chloe x Halle fait ses débuts professionnels avec l'EP, Sugar Symphony (en), qui sort sous le label Parkwood le 29 avril 2016. Le duo est également présenté en première partie de la partie européenne du Formation World Tour de Beyoncé, qui se tient entre fin juin et début août 2016.
Près d'un an après, Chloe x Halle sort une mixtape, The Two of Us (en), le 16 mars 2017, sur YouTube. Elle figure sur la liste des meilleurs albums R&B de 2017 du magazine Rolling Stone. Le 29 décembre 2017, le duo sort la chanson thème de la série télévisée Grown-ish, intitulée Grown. Halle a joué le rôle de Skylar « Sky » Forster de manière récurrente dans la première saison, avant d'être promue au rang de série régulière à partir de la deuxième saison. Elle a quitté la série à la fin de la quatrième saison lorsque son personnage a obtenu son diplôme universitaire. Grown et The Kids Are Alright (en) ont servi de premier et de deuxième singles, respectivement, du premier album studio de Chloe x Halle, The Kids Are Alright, qu'elles ont annoncé à la fin de février 2018. L'album est accompagné d'un visuel. Chloe x Halle sort son premier album studio, The Kids Are Alright, le 23 mars 2018, salué par la critique. Leur single, Warrior, figure à la fois sur la bande originale (en) du film Un raccourci dans le temps (2018) et sur leur premier album.
Le 31 mai 2018, il a été annoncé qu'elles feraient la première partie de la partie américaine de la tournée On the Run II Tour de Beyoncé et Jay-Z, aux côtés de DJ Khaled. Le duo a été nommé pour deux Grammy Awards en décembre 2018, à savoir Meilleur nouvel artiste et Meilleur album contemporain urbain (pour The Kids Are Alright).
Le 3 février 2019, l'interprétation de America the Beautiful par Chloe x Halle lors du Super Bowl LIII est saluée par leur mentor Beyoncé, en plus de plusieurs publications de presse. Une semaine plus tard, le 10 février 2019, le duo rend hommage au musicien américain Donny Hathaway, en interprétant son single de 1972 Where Is the Love (en) lors de la 61ᵉ cérémonie annuelle des Grammy Awards.
Le 12 juin 2020, le duo sort son deuxième album, Ungodly Hour, acclamé par la critique, qui débute à la 16e place du Billboard 200 avec 24 000 unités (en) vendues. Do It est également devenue leur première entrée au Billboard Hot 100, en se classant à la 83e place du classement daté du 27 juin 2020.
Chloe x Halle a interprété l'hymne national américain lors du match d'ouverture (en) de la saison 2020 de la NFL en septembre 2020. Le duo a animé les Glamour Women of the Year Awards (en) en octobre 2020.
En novembre 2020, elles ont reçu des nominations pour l'album de l'année (en), la chanson de l'année (en), la vidéo de l'année (en), la meilleure performance de danse (en) et le Ashford And Simpson Songwriter's Award (en) lors des Soul Train Music Awards 2020 (en). Elles sont également nommées pour le meilleur album de R&B progressif, la meilleure chanson de R&B et la meilleure performance de R&B traditionnel lors de la 63ᵉ édition des Grammy Awards. Elles interprètent Baby Girl lors de la cérémonie des Billboard Women in Music (en) en 2020, au cours de laquelle Beyoncé leur remet le Rising Star Award.

#### 2019 à aujourd'hui, carrière en solo
En juillet 2019, Disney a annoncé que Bailey avait été choisie pour incarner Ariel, la sirène éponyme dans La Petite Sirène, un remake en prise de vue réelle du film d'animation de 1989 du même nom. Le réalisateur Rob Marshall a déclaré que Bailey « possède cette rare combinaison d'esprit, de cœur, de jeunesse, d'innocence et de substance - plus une voix glorieuse - toutes les qualités intrinsèques nécessaires pour jouer ce rôle emblématique ». Dans une interview avec Deadline, Marshall a exprimé qu'il avait été amené à pleurer en écoutant le chant de Bailey. Il a expliqué que « Bailey était capable d'incarner tout ce qu'il recherchait pour Ariel [...] elle a placé la barre bien trop haute pour que les autres candidates puissent l'égaler ». Le casting de Bailey a suscité des réactions négatives, certains affirmant que le fait de confier le rôle d'Ariel à une Afro-Américaine était une infidélité au personnage original. En réponse aux critiques, Disney a défendu son casting et a déclaré qu'Ariel « est une sirène ». Le film La Petite Sirène est sortie en mai 2023. Bailey a reçu les éloges des critiques pour sa performance.
Le 1er octobre 2021, Bailey a fait sa première performance en solo avec une interprétation de la chanson de Disney Can You Feel the Love Tonight, dans l'événement télévisé The Most Magical Story on Earth : 50 Years of Walt Disney World, qui a célébré le 50e anniversaire de Disney World.
Le 4 août 2023, le premier single de Bailey en tant qu'artiste solo, Angel, est sorti.
Le 15 mars 2024 sort son nouveau morceau, In your hands.

### Vie privée
Halle fabrique également des boucles d'oreilles et des colliers en perles, qu'elle a commencé à vendre sur Etsy en avril 2021.
En mai 2021, elle a adopté un chat nommé Poséidon.
Elle réside à North Hollywood, à Los Angeles, avec sa sœur.
Elle et sa sœur sont toutes les deux véganes.

#### Vie sentimentale
En mars 2022, Halle officialise sa relation avec le rappeur Darryl Dwayne Granberry Jr. connu sous le nom de DDG (en). Le 6 janvier 2024, elle annonce sur les réseaux sociaux avoir donné naissance à son premier enfant, un garçon nommé Halo, en décembre 2023. Elle se sépare de DDG moins d'un an après la naissance de leur fils.
Affaires judiciaires
En mai 2025, la justice californienne accorde une ordonnance restrictive temporaire interdisant à DDG d’entrer en contact avec elle ou leur enfant jusqu’au 6 juin 2025. L’ordonnance pourrait être prolongée jusqu’à cinq ans après l’audience. Le 4 juin 2025, DDG contre-attaque par le biais de ses avocats en demandant une ordonnance d'urgence temporaire contre Bailey afin de l'empêcher d'aller en Italie avec leur fils (pour le tournage de son prochain film, Italianna). Dans un dossier de 44 pages des avocats, il est avancé que l'état psychologique de Bailey serait en inadéquation avec la charge d'un enfant de 18 mois. La demande de DDG a été rejetée.

## Filmographie

### Cinéma
Longs métrages
- 2006 : Vacances sur ordonnance de Wayne Wang : Tina
- 2023 : La Petite Sirène de Rob Marshall : Ariel
- 2023 : The Line de Ethan Berger : Annabelle Bascom
- 2023 : La Couleur pourpre de Blitz Bazawule : Nettie jeune
- 2025 : Golden de Michel Gondry[31] (sortie annulée)
- 2026 : Italianna de Kat Coiro

### Télévision

#### Séries télévisées
- 2007 : House of Payne de Tyler Perry : Tiffany
- 2013 : Austin & Ally de Kevin Kopelow et Heath Seifert : Halle
- 2018–2022 : Grown-ish de Kenya Barris : Skylar « Sky » Forster (53 épisodes)

#### Téléfilm
- 2012 : Let It Shine de Paul Hoen : une fille de la chorale

## Discographie

### Singles
- 2023 : Angel
- 2024 : In Yours Hands
- 2024 : Because I Love You
- 2025 : Back and Forth
- 2025 : Braveface

### Singles promotionnels
- 2023 : Part of Your World de La Petite Sirene
- 2023 : Can You Feel The Love Night du Roi lion
- 2023 : Keep It Movin (avec Phylicia Pearl Mpasi) de La Couleur pourpre

### Collaborations
- 2025 : Rather be Alone de Leon Thomas III